# Катастрофа DHC-8 под Палмерстон-Нортом
Катастро́фа DHC-8 под Па́лмерстон-Но́ртом — авиационная катастрофа, произошедшая 9 июня 1995 года в Новой Зеландии. Авиалайнер De Havilland Canada DHC-8-102 Q100 авиакомпании Ansett New Zealand выполнял внутренний рейс ZQ703 по маршруту Окленд — Палмерстон-Норт, но при заходе на посадку в пункте назначения в плохих погодных условиях у самолёта не выпустилась правая стойка шасси, и пилоты, пытаясь решить эту проблему, не заметили, как лайнер отклонился от курса. Затем самолёт врезался в один из холмов в горном хребте Тараруа и разрушился. Из находившихся на его борту 21 человека (18 пассажиров и 3 членов экипажа) погибли четверо.

## Самолёт
De Havilland Canada DHC-8-102 Q100 (регистрационный номер ZK-NEY, серийный 055) был выпущен в ноябре 1986 года (первый полёт совершил под тестовым б/н C-GFRP). 2 декабря того же года был передан авиакомпании Ansett New Zealand, в которой сменил три имени — Queenstown (с декабря 1986 года по февраль 1987 года), City of Palmerston North (с февраля 1987 года по 1994 год) и Palmerston North (с 1994 года до дня катастрофы). Оснащён двумя расположенными на высокоплане турбовинтовыми двигателями Pratt & Whitney Canada PW120A. На день катастрофы совершил 24 976 циклов «взлёт-посадка» и налетал 22 154 часа.

## Экипаж
Состав экипажа рейса ZQ703 был таким:
- Командир воздушного судна (КВС) — 40-летний Гарри Н. Сотеран (англ. Garry N. Sotheran)[7]. Опытный пилот, проработал в авиакомпании Ansett New Zealand 6 лет и 2 месяца (с апреля 1989 года). Управлял самолётами SA-227, BAe 146 и Boeing 737-200. В должности командира DHC-8 — с 13 марта 1995 года (до этого управлял им в качестве второго пилота). Налетал 7765 часов, 273 из них на DHC-8[7].
- Второй пилот — 33-летний Бэрри Браун (англ. Barry Brown)[8]. Опытный пилот, управлял самолётами B-200, EMB-110, BN-2 и DHC-6. В авиакомпанию Ansett New Zealand устроился в ноябре 1994 года (проработал в ней 7 месяцев) на должность второго пилота DHC-8. Налетал 6460 часов, 341 из них на DHC-8[8].

В салоне самолёта работала одна стюардесса — 31-летняя Карен Э. Галлахер (англ. Karen A. Gallagher).

## Хронология событий

### Вылет из Окленда, проблемы со стойкой шасси
Рейс ZQ703 вылетел из Окленда в 08:17 NZST с 3 членами экипажа и 18 пассажирами на борту. Приближаясь к пункту назначения (аэропорту Палмерстон-Норт), пилоты подготовились к посадке на полосу № 07 по радиомаякам. Тем не менее, авиадиспетчерская служба аэропорта вместо этого приказала рейсу 703 садиться на ВПП № 25, так как ВПП № 07 была занята. Для захода на посадку на ВПП № 25 самолёт должен был по радиомаякам пройти 26 км по дуге до Вудвилла, после снизиться до 1400 метров, повернуть на траекторию захода на посадку и снижаться, проходя над горным хребтом Тараруа. Также диспетчерская служба аэропорта сообщила пилотам рейса 703 метеосводку — западный-северо-западный ветер скоростью от 19 до 37 км/ч, видимость от 5 до 19 км и повышенная облачность на высоте от 370 до 760 м.
Во время захода на посадку КВС Сотеран приказал выпустить шасси. Однако, спустя 30 секунд, второй пилот Браун заметил, что индикатор правой стойки шасси на приборной панели показывал, что стойка не выпущена. Несмотря на неисправность, Сотеран приказал Брауну не прерывать заход на посадку, провести процедуру ручного аварийного выпуска шасси и «посмотреть, сможем ли мы их выпустить, пока не стало слишком поздно». Через некоторое время пассажиры тоже заметили, что правая стойка шасси не выпустилась, и стюардесса пришла в кабину сообщила пилотам, на тот момент уже знавшим о ситуации с правой стойкой шасси, о неполадке.
В то время как капитан продолжал заход на посадку, второй пилот открыл РЛЭ DHC-8, чтобы узнать о процедуре аварийного выпуска стоек шасси. Для ручного выпуска шасси необходимо было потянуть за рычаг аварийной разблокировки стоек шасси, вставить его в ручной гидравлический насос и тянуть за его, пока шасси не будут полностью выпущены. Во время исполнения процедуры второй пилот Браун забыл потянуть за рычаг и пропустил пару шагов в инструкции, из-за чего Сотерану пришлось отвлечься, чтобы указать Брауну на его ошибки.

### Катастрофа, спасательная операция

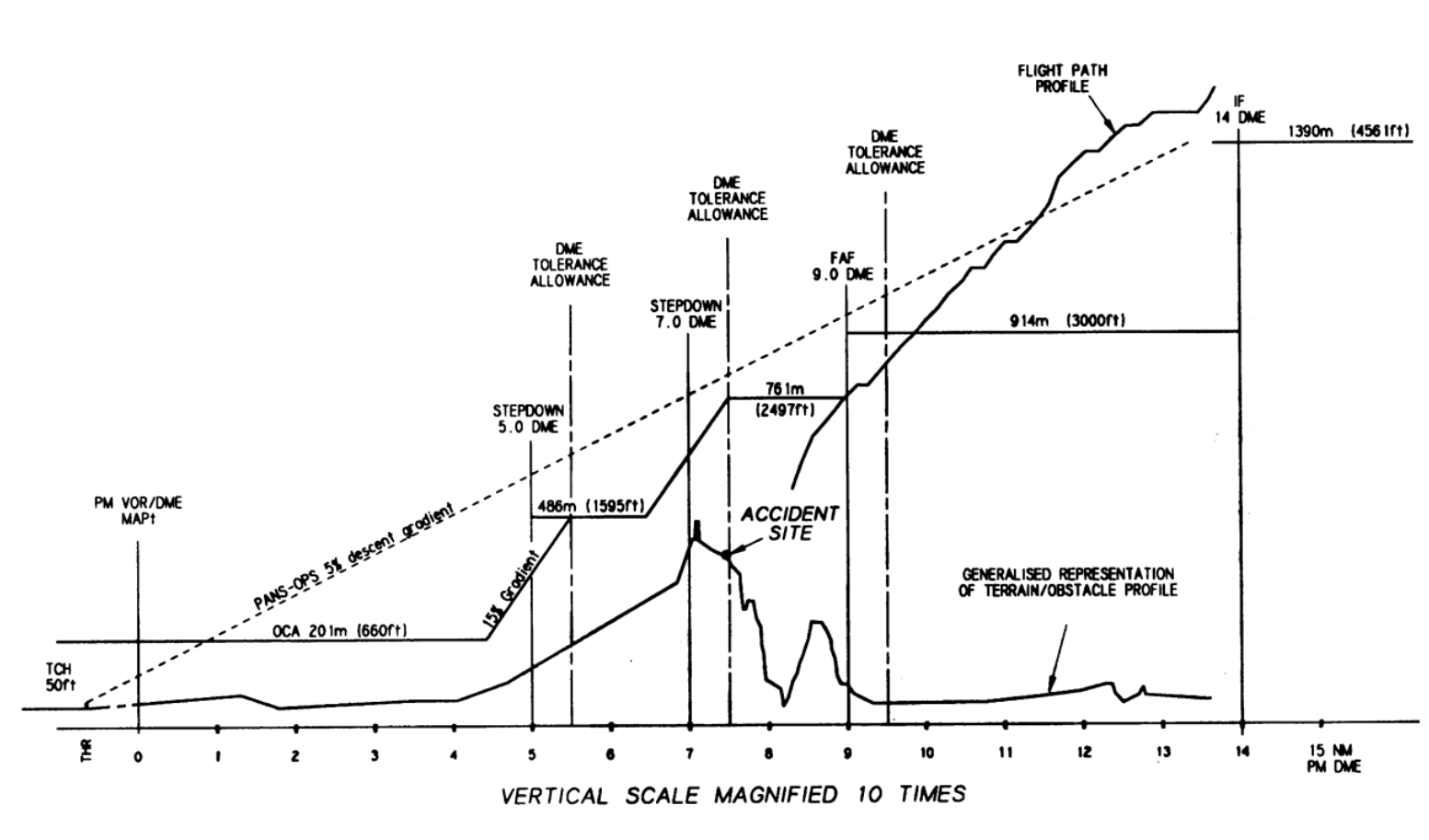
Схема захода на посадку рейса 703

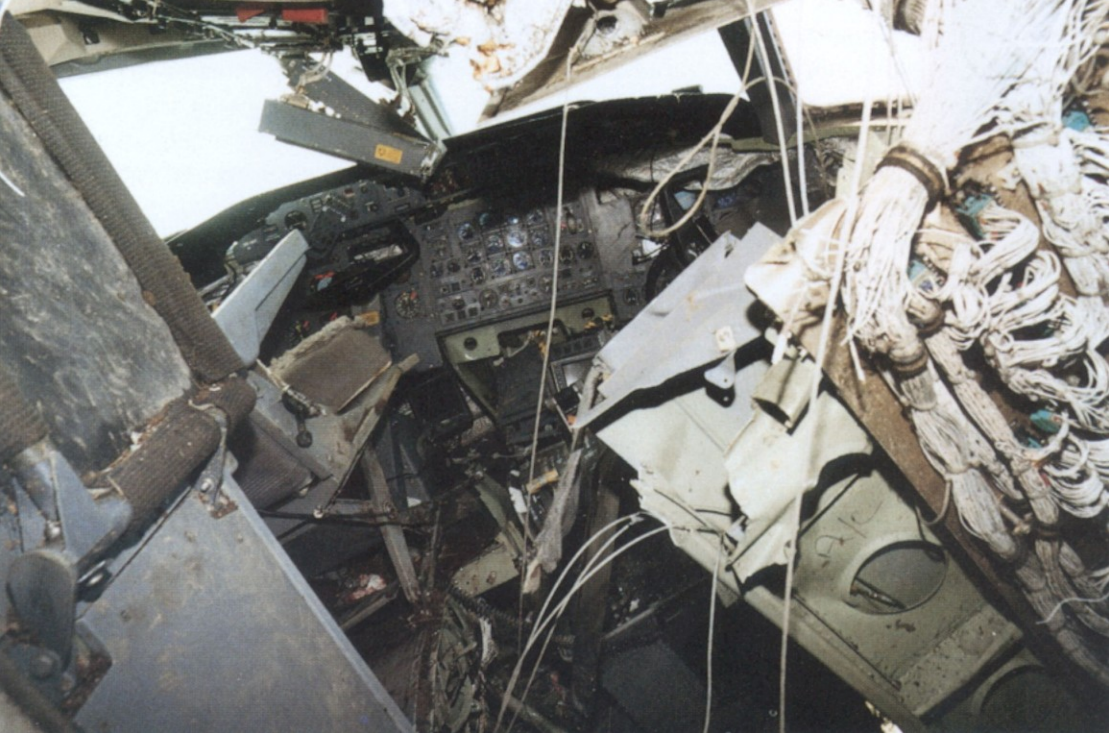
Обломки рейса 703 (кабина экипажа)

Пытаясь разобраться с выпуском стоек шасси, пилоты отвлеклись от управления самолётом и не заметили, как тот отклонился от курса и начал снижаться по направлению к склону холма. Менее чем через 10 секунд после того, как второй пилот потянул за рычаг аварийной разблокировки стоек шасси, в кабине экипажа сработал сигнал системы предупреждения о близости земли (GPWS). Пилоты потянули штурвалы на себя и подняли нос самолёта на 8° вверх, но это не помогло, и в 09:22 NZST DHC-8 врезался в один из холмов горного хребта Тараруа на высоте 388 метров над уровнем моря.
Катастрофа произошла в 16 километрах от аэропорта Палмерстон-Норт в гористой местности около крупной овцеводческой фермы. Непосредственно перед ударом о холм лайнер два раза ударился о землю, после столкновения с холмом самолёт разорвало на четыре части, и он ещё несколько секунд проскользил по земле. Часть фюзеляжа с обрубленным правым крылом отбросило от места удара на 235 метров. Правая стойка шасси, которую пилоты пыталась выпустить, так и осталась в убранном положении.
Из 21 человека на борту самолёта погибли четверо — три пассажира и один член экипажа (стюардесса Галлахер). Галлахер в момент катастрофы разговаривала с пассажиром Уильямом Макгрори (англ. William McGrory) и не была пристёгнута ремнями безопасности; в ходе столкновения она ударилась головой об пол салона и погибла от тяжёлых черепно-мозговых травм. 2 пассажира получили смертельные травмы головы, грудной клетки и позвоночника и потеряли сознание; третий пассажир (Реджинальд Дж. Диксон (англ. Reginald J. Dixon)) бросился им на помощь, но из-за утечки авиатоплива начался пожар, и все 3 пассажира оказались в смертельной огненной ловушке. Диксон получил ожоги 80 % тела и через 12 дней умер в больнице от полученных травм; впоследствии он был посмертно награждён Новозеландским крестом (высшей наградой Новой Зеландии за храбрость, проявленную при исполнении гражданского долга) за проявленную храбрость и героизм. 12 пассажиров и оба пилота получили серьёзные травмы, в то время как ещё 3 пассажира получили травмы средней тяжести. Погибших и раненых людей на земле не было, однако погибли три овцы с фермы.
Овцеводческая ферма, около которой разбился рейс ZQ703, находилась в довольно труднодоступной местности. Вскоре пассажиру Уильяму Макгрори удалось найти свой мобильный телефон (довольно редкое устройство по меркам 1995 года), лежавший в его портфеле, и позвонить в службу спасения. Полиция передала его номер телефона авиадиспетчерам аэропорта Палмерстон-Норт, которые, в свою очередь, связались с ним для поиска обломков лайнера и выживших пассажиров. Макгрори описал место катастрофы как покрытую травой вершину холма с большим загоном для скота поблизости (из-за плохой видимости дать точное описание ему было затруднительно). Связавшись с местными фермерами, диспетчерская служба сумела определить вероятное место катастрофы в районе горного хребта Тараруа. Два вертолёта, обследовавшие местность, уловили слабый сигнал аварийного локатора от разбившегося самолёта и в 10:19 по местному времени (через 57 минут после катастрофы) обнаружили его обломки в 16 километрах от аэропорта. Выжившие 15 пассажиров и оба пилота были доставлены вертолётом и машинами скорой помощи в Палмерстон-Норт и Веллингтон.

## Расследование
Расследование причин катастрофы рейса ZQ703 проводила Комиссия по расследованию транспортных происшествий (TAIC). Окончательный отчёт расследования был опубликован 4 июля 1997 года. Согласно отчёту, причинами катастрофы рейса ZQ703 стали следующие факторы:
- КВС неточно следовал указаниям по заходу на посадку по приборам.
- Нежелание КВС прервать заход на посадку после обнаружения неполадки с шасси.
- КВС отвлёкся от управления самолётом, пока второй пилот пытался решить проблему с шасси, и лайнер отклонился от курса и начал сближаться с землёй.
- Второй пилот не выполнил процедуру ручного аварийного выпуска шасси в правильной последовательности.
- Вероятная неисправность системы предупреждения о близости земли (сигнал прозвучал слишком поздно и был короче, чем положено)[3][4].

### Неисправность стойки шасси
В то время как стойки шасси DHC-8 убраны, ролик на каждой стойке основных шасси находится в сцеплении с защёлкой, которая удерживает их в убранном положении. Когда пилоты опускают рычаг выпуска шасси, гидравлический привод приводит в действие защёлку, чтобы отцепить ролик, и стойки шасси выпускаются под действием силы тяжести и гидравлики. Если шасси не выпускается, открыть защёлку можно вручную, потянув за рычаг аварийного выпуска шасси в кабине экипажа; после этого ручной насос приводит в действие запасную гидравлическую систему, помогающую выпуску шасси.
Со временем защёлка, удерживающая шасси, изнашивалась из-за многократного контакта с роликом. Если защёлка изношена или ролик шасси не смазан должным образом, его может заклинить в защёлке, и стойка шасси не выпустится. Производитель самолёта — компания «De Havilland Canada» — выпустила несколько рекомендаций по техобслуживанию, касающихся риска заклинивания стоек шасси и разработала модернизированный механизм привода блокировки шасси, призванный устранить неполадки подобного рода. В октябре 1994 года компания «Bombardier» (выкупившая «De Havilland Canada» двумя годами ранее) опубликовала сообщение для всех авиакомпаний, эксплуатирующих лайнеры DHC-8, в котором обсуждался один из случаев заклинивания стоек шасси на одном из самолётов.
Как утверждается в отчёте TAIC, при правильном выполнении процедуры ручного выпуска шасси не должна повлиять на курс движения самолёта. Тем не менее, в расследовании уточняется, что и капитан, и второй пилот допустили ошибки во время исполнения процедуры: второй пилот Браун пропустил несколько пунктов в чек-листе, в то время как КВС Сотеран, указавший Брауну на его ошибку и помогавший ему с процедурой, отвлекался и «недостаточно внимательно следил за траекторией полёта самолёта». В то же время было отмечено, что капитан «действовал надлежащим образом», помогая второму пилоту с исполнением процедуры, но пренебрёг своей основной задачей – поддержанием траектории и отслеживанием показаний высотомера.
Катастрофа рейса ZQ703 была уже не первым происшествием подобного рода с бортом ZK-NEY — всего со дня выпуска (в ноябре 1986 года) с ним и с другим самолётом Ansett New Zealand (борт ZK-NEZ) произошли 15 случаев заклинивания одной из стоек шасси; в 12 из них проблема была с левой основной стойкой шасси. 16 апреля 1995 года, за 2 месяца до катастрофы, авиакомпания Ansett New Zealand заменила механизм блокировки левой стойки шасси у борта ZK-NEY и на момент катастрофы рейса ZQ703 ожидала поставки деталей, необходимых для замены механизма правой основной стойки.

### Возможная неисправность GPWS
Согласно отчёту TAIC, сигнал системы предупреждения о близости земли (GPWS) должен был прозвучать ещё за 17 секунд до столкновения с холмом, но по непонятным причинам сработал слишком поздно. Так как причина сбоя системы GPWS так и не была установлена, следователи предположили, что дело могло быть в неисправности радиовысотомера. В 2001 году полиция Новой Зеландии установила, что во время полёта один из пассажиров рейса ZQ703 позвонил своей матери по радиотелефону, и предположила, что этот звонок мог вызвать помехи высотомера. Однако в официальном отчёте о расследовании TAIC упоминается следующее:

Представитель компании-производителя самолёта сообщил, что нет никакой вероятности того, что работа компьютера, мобильного телефона или прочих электронных устройств могла повлиять на функционирование бортовых приборов самолёта.
Оригинальный текст (англ.)The aircraft manufacturer's avionics representative advised that there was no likelihood that the operation of a computer, other electronic device or a cell phone would have affected the aircraft's flight instruments.

Более детальное изучение обломков рейса ZQ703 показало, что антенны радиовысотомера (который посылает сигнал на GPWS, указывающий, как высоко над землёй находится самолёт) были окрашены, несмотря на то, что на них было отчётливо написано «DO NOT PAINT!», и это, по мнению следователей TAIC, могло повлиять на работоспособность системы GPWS. При этом в более поздних отчётах TAIC утверждалось, что наличие краски на антеннах радиовысотомера не могло повлиять на качество сигнала, и последующие стендовые испытания радиовысотомера рейса 703 показали, что он нормально функционировал даже после катастрофы.

## Суд
В апреле 2000 года командиру рейса 703 Гарри Н. Сотерану было предъявлено обвинение в убийстве по неосторожности по четырём пунктам и обвинение в непредумышленном причинении вреда пассажирам по трём пунктам.
В июне 2001 года, после шестинедельного судебного разбирательства в суде Палмерстон-Норта, Сотеран был оправдан судом присяжных по всем пунктам обвинения.

## Культурные аспекты
Катастрофа рейса 703 Ansett New Zealand показана в 21 сезоне канадского документального телесериала Расследования авиакатастроф в серии Попали в передрягу (англ. Caught In A Jam).

### Комментарии
1. ↑  Конструкция самолёта DHC-8 позволяет увидеть из иллюминаторов пассажирского салона, выпустились стойки шасси или нет